# Hayes Alan Jenkins
Hayes Alan Jenkins (* 23. března 1933, Akron) je bývalý americký krasobruslař.
V roce 1956 vyhrál olympijský závod jednotlivců na olympiádě v Cortině d'Ampezzo. Krom toho je čtyřnásobným mistrem světa z let 1953–1956 a mistrem severní Ameriky z let 1953 a 1955. Je starším bratrem krasobruslaře Davida Jenkinse, rovněž olympijského vítěze, jeho manželkou se roku 1960 stala Carol Heissová, také olympijská vítězka v krasobruslení. Po skončení závodní kariéry vystudoval právo na Harvardově univerzitě. Pracoval dlouhá léta jako firemní právník ve společnosti Goodyear.